# Việt Nam tại Thế vận hội Người khuyết tật Mùa hè 2016
Việt Nam đã tranh tài tại Thế vận hội Người khuyết tật Mùa hè 2016 ở Rio de Janeiro, Brazil, từ ngày 7 tháng 9 đến ngày 18 tháng 9 năm 2016 với 11 vận động viên, nhiều nhất lịch sử. Tại kì Paralympic này, đoàn thế thao người khuyết tật Việt Nam đã giành được 4 huy chương các loại, đánh dấu lần đầu tiên Việt Nam giành huy chương tại một kì Thế vận hội dành cho người khuyết tật.

## Vận động viên giành huy chương
| Huy chương | Vận động viên        | Môn       | Nội dung           | Ngày       |
| ---------- | -------------------- | --------- | ------------------ | ---------- |
| Vàng       | Lê Văn Công          | Cử tạ     | 49 kg nam          | 8 tháng 9  |
| Bạc        | Võ Thanh Tùng        | Bơi       | 50 m tự do hạng S5 | 13 tháng 9 |
| Đồng       | Đặng Thị Linh Phượng | Cử tạ     | 50 kg nữ           | 10 tháng 9 |
| Đồng       | Cao Ngọc Hùng        | Điền kinh | Ném lao F56/57     | 13 tháng 9 |

## Bơi
Bơi lội là một trong ba môn thể thao mà Việt Nam cử vận động viên tham gia thi đấu tại Thế vận hội. Các vận động viên bơi lội Việt Nam tham dự Giải vô địch thế giới là một phần trong nỗ lực chuẩn bị cho Đại hội. Trịnh Thị Bích Như, Võ Thanh Tùng, Nguyễn Thành Trung và Đỗ Thanh Hải đều đã vượt qua vòng loại. Các vận động viên bơi lội do Đổng Quốc Cường làm huấn luyện viên.
Võ Thanh Tùng đã giành được 5 huy chương vàng tại Asian Para Games 2014 và từng đại diện cho Việt Nam tại Paralympic Mùa hè 2012. Trịnh Thị Bích Như đã giành suất đến Rio tại Giải vô địch thế giới 2015 ở nội dung 100m bơi ếch hạng SB5 với thời gian 1:57,43. Huy chương bạc của cô trong nội dung này là huy chương đầu tiên của một vận động viên bơi lội khuyết tật của Việt Nam giành được tại một sự kiện bơi lội quốc tế.

### Nam
| Vận động viên      | Nội dung           | Vòng ngoài | Vòng ngoài | Chung kết | Chung kết |
| Vận động viên      | Nội dung           | Thời gian  | Hạng       | Thời gian | Hạng      |
| ------------------ | ------------------ | ---------- | ---------- | --------- | --------- |
| Đỗ Thanh Hải       | 100 m bơi ếch SB5  | 1:40.96    | 7 Q        | 1:40.31   | 7         |
| Nguyễn Thành Trung | 100 m bơi ếch SB4  | 1:48.93    | 7 Q        | 1:49.67   | 6         |
| Nguyễn Thành Trung | 50 m bơi ếch S5    | 45.91      | 10         | Bị loại   | Bị loại   |
| Võ Thanh Tùng      | 50 m bơi tự do S5  | 33.87      | 2 Q        | 33.94     | 2         |
| Võ Thanh Tùng      | 100 m bơi tự do S5 | 1:17.64    | 3 Q        | 1:18.02   | 5         |
| Võ Thanh Tùng      | 50 m bơi bướm S5   | 38.76      | 6 Q        | 39.44     | 7         |
| Võ Thanh Tùng      | 50 m bơi ếch S5    | 39.62      | 3 Q        | 40.13     | 4         |

### Nữ
| Vận động viên      | Nội dung          | Vòng ngoài | Vòng ngoài | Chung kết | Chung kết |
| Vận động viên      | Nội dung          | Thời gian  | Hạng       | Thời gian | Hạng      |
| ------------------ | ----------------- | ---------- | ---------- | --------- | --------- |
| Trịnh Thị Bích Như | 100 m bơi ếch SB5 | 1:52.06    | 7 Q        | 1:51.07   | 6         |
| Trịnh Thị Bích Như | 50 m bơi bướm S6  | 42.08      | 7 Q        | 42.58     | 8         |
| Trịnh Thị Bích Như | 50 m bơi tự do S6 | 37.23      | 9          | Bị loại   | Bị loại   |

## Cử tạ
Các vận động viên cử tạ tham dự Paralympic lần này bao gồm Lê Văn Công, Nguyễn Bình An, Đặng Thị Linh Phương và Châu Hoàng Tuyết Loan (được bổ sung vào giờ chót do cử tạ Nga bị cấm dự Paralympic và Việt Nam được thêm một suất). Họ đã tham gia Giải vô địch cử tạ IPF châu Á mở rộng 2015 và Giải vô địch cử tạ IPF mở rộng thế giới 2016 để tìm kiếm suất đến thế vận hội. Tại Giải vô địch cử tạ IPF châu Á mở rộng 2015, Lê Văn Công đã phá kỉ lục thế giới của chính mình để giành huy chương vàng, Đặng Thị Linh Phương giành huy chương bạc, Nguyễn Bình An cũng phá kỉ lục châu Á của chính mình và giành huy chương bạc còn Châu Hoàng Tuyết Loan giành hạng 4 ở hạng 55 kg nữ.

### Nam
| Vận động viên  | Nội dung  | Kết quả          | Hạng             |
| -------------- | --------- | ---------------- | ---------------- |
| Nguyễn Bình An | 54 kg     | Không hoàn thành | Không hoàn thành |
| Lê Văn Công    | 49 kg Nam | 181 kg           | WR               |

### Nữ
| Vận động viên         | Nội dung | Kết quả  | Hạng |
| --------------------- | -------- | -------- | ---- |
| Châu Hoàng Tuyết Loan | 55 kg    | 88.0 kg  | 8    |
| Đặng Thị Linh Phượng  | 50 kg    | 102.0 kg | 3    |

## Điền kinh
Cao Ngọc Hùng, Nguyễn Ngọc Hiệp và Nguyễn Thị Nhàn là 3 vận động viên tranh tài tại Paralympic lần này. Họ đã thi đấu tại Giải vô địch thế giới 2015 để chuẩn bị cho Thế vận hội.

### Nam
| Vận động viên    | Nội dung       | Kết quả | Hạng |
| ---------------- | -------------- | ------- | ---- |
| Nguyễn Ngọc Hiệp | Nhảy xa T11    | 4.08 m  | 11   |
| Cao Ngọc Hùng    | Ném lao F56/57 | 43.27 m | 3    |

### Nữ
| Vận động viên   | Nội dung    | Kết quả | Hạng |
| --------------- | ----------- | ------- | ---- |
| Nguyễn Thị Nhàn | Nhảy xa T11 | 4.01 m  | 8    |